# بولي (لعبة فيديو)
بولي (بالإنجليزية: Bully)‏ هي لعبة فيديو من نوع لعبة أكشن-مغامرات، صدرت في 2006. وهي متوفرة على أجهزة إكس بوكس 360 وبلاي ستيشن 2 وبلاي ستيشن نتورك وبلاي ستيشن 4 ووي وويندوز وأندرويد وآي أو إس وهي من نشر روكستار جيمز.
القصة داخل مدينة Bullworth الخيالية، وتتبع قصة الطالب وجهوده للارتقاء في صفوف النظام المدرسي. يتيح تصميم العالم المفتوح للاعب التجول بحرية في Bullworth. يتم لعب اللعبة من منظور شخص ثالث ويتحرك عالمها على الأقدام أو لوح التزلج أو الدراجة البخارية الصغيرة أو الدراجة البخارية. يسيطر اللاعبون على جيمس «جيمي» هوبكنز، وهو طالب مسجل في أكاديمية بولورث. يكتشف أن المدرسة مليئة بالتخويف، وتصبح مصمّمة على إحلال السلام، وفي نهاية المطاف تصبح أكثر احتراما بين مجموعات المدن. ومن المتوقع أن يحضر جيمي الفصل، وهو أحد جوانب اللعب الرئيسية. في إصدار المنح الدراسية، يتيح وضع تعدد اللاعبين التنافسي لاعبين اثنين التنافس للحصول على أعلى الدرجات في فصول مختلفة. على الرغم من الجدل المبدئي حول العنف المتوقع والمحتوى الجنسي المثلي، تلقى Bully مراجعات إيجابية، مع المديح الموجه إلى مهام اللعبة والسرد والشخصيات. باع الإصدار الأصلي من Bully أكثر من 1.5 مليون نسخة، وتلقى العديد من الجوائز نهاية العام.

## تقيم لعبة
| Bully reception |        |
| --- | ------ |
| مجموع النقاط المجموع نقاط ميتاكريتيك 87/100 [ 4 ] نتائج المراجعة نشرة نقاط 1أب.كوم A+ [ 5 ] غيم سبوت 8.7/10 [ 6 ] غيمز رادار [ 7 ] آي جي إن 8.9/10 [ 8 ] إكس-بلاي [ 9 ] |        |
| مجموع النقاط |        |
| المجموع | نقاط   |
| ميتاكريتيك | 87/100 |
| نتائج المراجعة |        |
| نشرة | نقاط   |
| 1أب.كوم | A+     |
| غيم سبوت | 8.7/10 |
| غيمز رادار | [ 7 ]  |
| آي جي إن | 8.9/10 |
| إكس-بلاي | [ 9 ]  |